# 杨斌 (1954年)
杨斌（1954年—），汉族，山东淄博人，中华人民共和国军事将领、第十一届全国人民代表大会黑龙江地区代表。
毕业于山东省枣庄教育学院政治教育专业，是中共党员。担任武警黑龙江总队队长。2008年起担任全国人大代表。